# Stinkflugor
Stinkflugor (Coenomyiidae) är en familj av tvåvingar. Stinkflugor ingår i ordningen tvåvingar, klassen egentliga insekter, fylumet leddjur och riket djur.
Familjen innehåller bara släktet Coenomyia.

## Bildgalleri

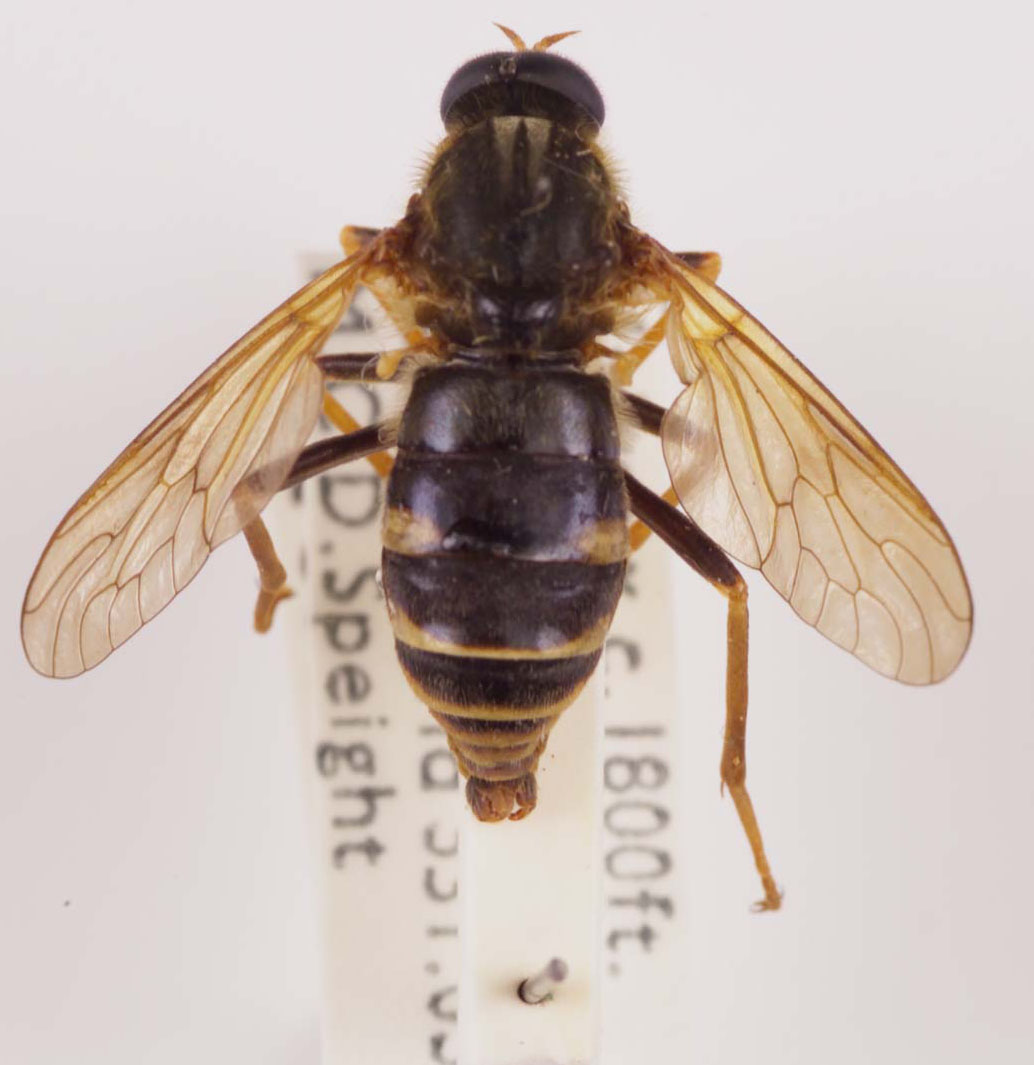
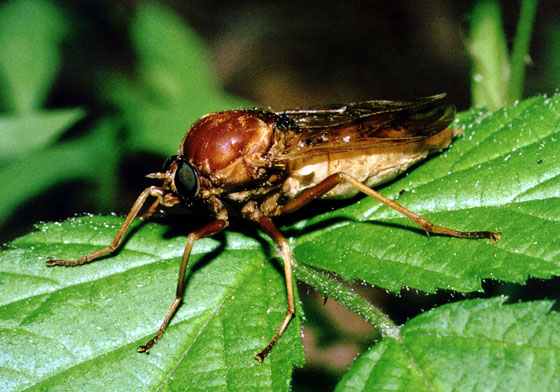
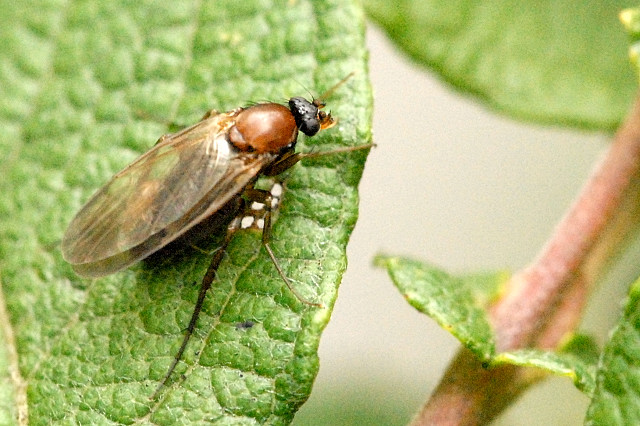
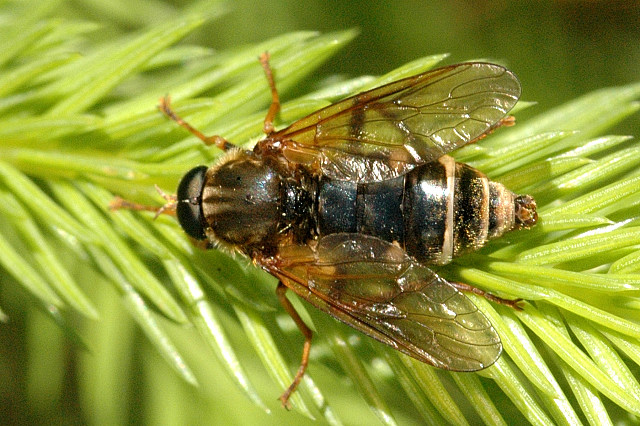
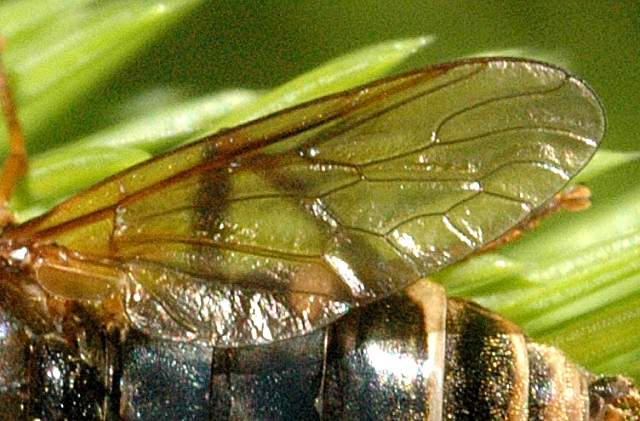
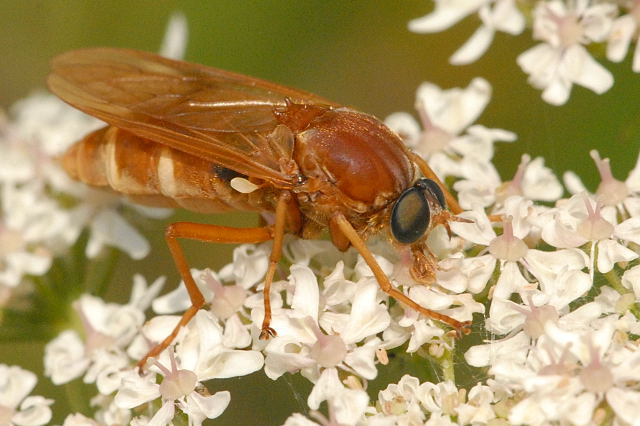